# Pedra Dura
Pedra Dura es el nombre de una variedad cultivar de manzano (Malus domestica). Esta manzana es originaria de Galicia, está cultivada en la colección de árboles frutales y banco de germoplasma de Mabegondo con el Nº 122; ejemplares procedentes de esquejes localizados en Santa Eulalia de Senra, parroquia del municipio de Oroso (La Coruña).

## Sinónimos
- "Manzana Pedra Dura",[4][5]
- "Maceira Pedra Dura".

## Características
El manzano de la variedad 'Pedra Dura' tiene un vigor vigoroso. Tamaño grande y porte erguido.
Época de inicio de brotación a partir del 19 de abril y de floración a partir del 6 de mayo.
Las hojas tienen una longitud del limbo de tamaño corto, con la máxima anchura del limbo es estrecha. Longitud de las estípulas es media y la máxima anchura de las estípulas es desconocido. Denticulación del borde del limbo es serrado, con la forma del ápice del limbo acuminado y la forma de la base del limbo es agudo. Con subestípulas presentes.
Sus flores tienen una longitud de los pétalos es media, con una anchura de los pétalos media, disposición de los pétalos en contacto entre sí, con una longitud del pedúnculo media.
La variedad de manzana 'Pedra Dura' tiene un fruto de tamaño medio, de forma plana-globosa, de color verde, con chapa lavada, e intensidad pálida. Epidermis de textura suave, sin pruina en su superficie y con presencia de cera débil. Sensibilidad al "russeting" (pardeamiento áspero superficial que presentan algunas variedades) muy poco sensible. Con lenticelas de tamaño pequeño.
Los sépalos están dispuestos de forma parcialmente replegados, y superpuestos en su base en su base; su fosa calicina es  profunda y de una anchura media. Pedúnculo de grosor grueso y de longitud medio, siendo la cavidad peduncular de una profundidad poco profunda y de anchura media. Con pulpa de color blanca, cuya firmeza es intermedia y su textura intermedia; su jugosidad es intermedia, con sabor de acidez media, y  aromática.
Época de maduración y recolección desde el 17 de septiembre. 'Pedra Dura' es una manzana que su destino es la conservación de esta variedad en el banco de germoplasma de Mabegondo como reserva genética.

## Susceptibilidades
- Oidio: ataque débil
- Moteado: no presenta
- Raíces aéreas: ataque medio
- Momificado: ataque débil
- Pulgón lanígero: no presenta
- Pulgón verde:ataque medio
- Araña roja: no presenta
- Chancro del manzano: no presenta.[3]